# Мария Булонска
Мария Булонска (на френски: Marie de Blois; * 1136, † 25 юли 1182) от род Дом Блоа, е графиня на Булон от 11 октомври 1159 до 1170 г.

## Живот
Дъщеря е на английския крал Стивън († 1154) и Матилда Булонска († 1152).
Мария е абатеса на абатство Ромсей. През 1160 г. Матийо I Елзаски († 1173) от Дом Шатийон я отвлича оттам, за да се ожени се за нея. Така той става граф на Булон. Бракът не е признат, но те живеят заедно десет години и имат две дъщери.
През декември 1169 г. папа Александър III анулира брака и Мария се оттегля в абатството на Монтрей-сюр-Мер. Папата признава дъщерите им. Матийо запазва собствеността на Графство Булон.

## Деца
- Ида Булонска (* 1160, † 21 април 1216), 1173 графиня на Булон
  - ∞ 1181 за граф Герхард III от Гелдерн († 1181)
  - ∞ 1183 за херцог Бертхолд IV от Церинген († 1186)
  - ∞ 1190 за граф Рено I дьо Дамартен († 1217)
- Матилда Булонска (* 1170, † 1210)
  - ∞ 1179 г. за Хайнрих I Смели, херцог на Брабант и Долна Лотарингия (1165 – 1235)